# 穆罕默德·法希姆·達什提
穆罕默德·法希姆·達什提（約1973年—2021年9月4日或5日），是阿富汗記者、政治家和軍官。2021年他在潘杰希尔冲突期間擔任阿富汗全國抵抗陣線發言人。

## 生平

### 家世及學歷
達什提是阿富汗政治家阿卜杜拉·阿卜杜拉的侄子，也和北方聯盟領導人艾哈邁德·沙阿·馬蘇德家族關係密切。達什提畢業於喀布爾的伊斯蒂克拉爾高中，後來他去了喀布爾大學學習法律和政治學。馬蘇德於2001年9月9日被自殺式爆炸炸死時，當時達什提與他在一起，眼部受傷，但倖免於難。

### 媒體
達什提是阿富汗的媒體先驅之一，為媒體領域做了大量的工作。自1992年以來，他一直活躍在由艾哈邁德·沙阿·馬蘇德創辦名為《喀布爾周刊》的媒體中。
在美國入侵阿富汗後，他在喀布爾接管了《喀布爾周刊》的管理。過去的20年裏，達什提重振了這個以波斯語、英語和普什圖語三種語言出版的周刊，被描述為該刊物的鼎盛時期，並以支持記者和在阿富汗倡導言論自由而聞名。2012年，他成為阿富汗記者和媒體實體聯合會主席和主要發言人，並主導阿富汗全國記者聯盟加入國際記者聯盟成為其屬會，是國際記者聯盟《南亞新聞自由報告》的撰稿人。
達什提寫了幾本有關阿富汗的書籍，其中一本書於2015年9月出版，名為《遊戲的終結》，其中分析了阿富汗和該地區的局勢。根據書本的內容，阿富汗和該地區正在走向以安全穩定和經濟發展為主要特徵的未來。

### 阿富汗全國抵抗陣線
2021年，在塔利班接管阿富汗後，達什提加入了阿富汗全國抵抗陣線，擔任發言人。據報導，在此之前，他拒絕了塔利班提供政府職位的條件。隨著塔利班的逼迫，他是潘傑希爾山谷的主要信息來源之一，常在推特上發表聲明。達什提接受新德里電視台訪問中表示：「如果我們死了，歷史會寫下我們，作為那些為自己的國家站到最後的人。」

### 死亡
2021年9月4日或5日，達什提在塔利班向潘傑希爾發起的進攻中陣亡。他的朋友努爾·拉赫曼·阿赫拉奇在臉書以及其他消息來源中證實了他的死訊。塔利班聲稱他們在進入潘傑希爾省首府巴薩拉克前達什提已經死亡。而國際記者聯盟表示，他在阿納巴區的達什塔克與阿卜杜勒·沃多·扎拉將軍一起身亡。根據未指明的消息來源、國防分析員巴巴克·塔格瓦伊和阿富汗信息及文化部前副部長賽義德·侯賽因·法澤爾·桑查拉基指出，達什提因巴基斯坦無人機襲擊潘傑希爾媒體中心而被殺。
據伊朗媒體報導，達什提可能是接受BBC波斯語服務部談論阿富汗的事態發展時，襲擊者觀察到BBC電視上出示達什提手機的衛星頻率號碼而暴露位置。
在他去世後，阿富汗全國記者聯盟、阿富汗獨立記者協會和國際記者聯盟等前同事、同事和組織向他致以悼詞向他致敬。
他有兩個兒子和一個女兒。